# Декманца
Декманца (словен. Dekmanca) — поселення в общині Бистриця-об-Сотлі, Савинський регіон, Словенія. 
Висота над рівнем моря: 199,7 м.